# 호엘룬
호엘룬(몽골어: ᠥᠭᠡᠯᠦᠨ, 1139년? ~ 1217년?)는 곤기라트부(部)의 인물로, 테무진의 어머니이자 예수게이의 아내이다. 메르키트족 칠레두의 아내로써 친정에 가던 중 보르지긴족 예수게이에게 납치되었다. 예수게이는 호엘룬을 아내로 삼았고 그 둘 사이에서 태어난 아이가 테무진이다. 
메르키트족 칠레두의 아내가 될 예정이었으나 그를 발견한 예수게이와 형제들에게 납치되었다. 이 일로 몽골 보르지긴씨족과 메르키트부 사이에 원한이 생겨, 후일 칭기즈 칸의 첫 부인 보르테 카툰이 메르키트에 납치되는 일이 발생한다. 남편 예수게이가 타타르족에 의해 독살당하고, 보르지긴 일족에게서 아들들과 소치겔, 소수의 무리와 함께 추방되자 칭기즈 칸 및 네 아들과 딸을 길러냈다. 칭기즈 칸이 몽골을 통일할 때까지 살아 있었다. 1266년 10월 쿠빌라이 카안에 의해 태묘가 건립되자 선의황후로 추존되었다.

## 생애
옹기라트부의 일파인 올코노드 씨족 출신이다. 그러나 그의 친정아버지와 친정 가계는 원사, 원사연의, 신원사, 몽골비사 등에 기록이 전하지 않는다.
메르키트 연맹 부족 예케 칠레두에게 가던 호엘룬을 예수게이가 발견했다. 이들이 보기에 그는 외모에 뛰어난 여성이었기 때문에, 예수게이는 친형 네쿤과 동생 다리타이 옷치긴 등을 불렀다. 칠레두가 무서워 도망하면 세 사람은 그 뒤를 따랐다. 호엘룬은 칠레두에게 "그 세 사람은 당신을 죽이려 하고 있습니다. 당신은 살아 있기만하면 다른 여자와 만날 수 있습니다. 저로 인해 생명을 처분하지 말고, 저를 두고 가세요 "라며 칠레두의 도피를 도와주었다. 이렇게 예수게이와 그의 두 형제에 의해 탈취된 호엘룬은 예수게이의 아내가 되었다. 
테무진이란 이름은 예수게이가 죽인 사람의 이름이다. 예수게이가 옹기라트부의 옹기라트 씨족 데이 세첸을 만나 아들 테무진의 배우자감을 정혼하고 오던 길에, 타타르족에 준 독이 든 술에 중독되어 도착 후 3일만에 사망했다. 예수게이가 죽은 후 다른 부인과 함께 집안을 이끌었다. 
남편 예수게이가 죽자 타이치우드씨족의 타르구타이 쿠릴투크는 호엘룬과 키야트씨 일족을 추방했다. 키야트씨족의 부하들 일부는 호엘룬의 부탁에도 불구하고 그들을 떠나 타이치우드 씨족에 붙었다. 이들은 소수의 무리를 이끌고 험준한 야산지대에서 생활했다. 라시드 웃 딘의 집사에 의하면 타르구타이가 예수게이 생전에 적대시했다는 구절이 나타난다. 그러나 그 원인은 기록되지 않았다. 몽골비사에 의하면 호엘룬은 예수게이가 살아 있을 때, 남편의 세력을 믿고 선대 칸의 두 부인을 홀대했다 한다. 그때까지 살아있던 암바가이 카안의 두 부인 역시 남편을 잃은 호엘룬을 쌀쌀맞게 대했다.
후일 테무진이 부인 보르테를 메르키트족에게 빼앗겼다가 되찾았을 때 보르테는 임신 중이었는데, 호엘룬은 테무진을 위로하고 보르테를 받아들이도록 권했다. 
1206년에 테무진이 자무카를 죽이고 몽골 제국을 세웠을 때부터 호엘룬은 나이가 들어 건강이 점점 나빠졌으며 1217년경에는 병에 걸려 몸이 몹시 쇠약해졌다. 이 때, 칭기즈 칸이 쿠쿠추에 의해 카사르를 죽이려는 것을 말리다가 얼마 뒤에 병으로 사망하였다. 시호는 선의황후(宣懿皇后)이다.

## 가계
- 남편 : 칠레두→예수게이
  - 아들 : 테무진
  - 며느리 : 보르테

## 같이 보기
- 칭기즈 칸
- 예수게이
- 타르구타이 쿠릴투크